# داون روان
داون روان (بالإنجليزية: Dawn Rowan)‏ هي معالجة رياضية أسترالية، ولدت في 15 فبراير 1946.